# 亞歷山大·布勃利克
亞歷山大·巴伯里克（俄語：Александр Бублик，羅馬化：Alexander Bublik，1997年6月17日—）是一位哈薩克職業網球男運動員。他曾参加2018年亚洲运动会，联同丹尼斯·叶夫谢耶夫在男子双打项目上获得一枚银牌。

## 外部連結
- 亞歷山大·布勃利克（英文/西班牙文）的官方資料
- 亞歷山大·布勃利克的官方资料